# Çaybaşı (Ordu)
Çaybaşı (pontisch-griechisch Τσάμπασιν, deutsche Transkription: Tsampasin) ist eine Stadtgemeinde (Belediye) im gleichnamigen Ilçe (Landkreis) der Provinz Ordu am Schwarzen Meer und gleichzeitig eine Gemeinde der 2013 geschaffenen Büyüksehir belediyesi Ordu (Großstadtgemeinde/Metropolprovinz) in der Türkei. Seit der Gebietsreform 2013 ist die Gemeinde flächen- und einwohnermäßig identisch mit dem Landkreis.
Çaybaşı liegt im Nord(west)en der Provinz und hat keinerlei Außengrenzen zu anderen Provinzen. Çaybaşı hieß bis 1960 Çilader. Die im Stadtlogo vorhandene Jahreszahl (1972) weist auf das Jahr der Ernennung zur Stadtgemeinde (Belediye) hin.
Bis zur Autonomie des Kreises war Çaybaşı ein Bucak im Kreis Ünye. Durch das Gesetz Nr. 3644 wurde der Kreis selbständig, anfänglich bestehend aus den zwei Belediye (die Kreisstadt und İlküvez) sowie acht Dörfern (Köy).
(Bis) Ende 2012 bestand der Landkreis neben der Kreisstadt aus den zwei erwähnten Stadtgemeinden (Belediye) und noch sechs Dörfern, die während der Verwaltungsreform 2013 in Mahalle (Stadtviertel, Ortsteile) überführt wurden, die 15 existierenden Mahalle der Kreisstadt blieben erhalten. Den Mahalle steht ein Muhtar als oberster Beamter vor.
Ende 2020 lebten durchschnittlich 477 Menschen in jedem dieser 26 Mahalle, 1.311 Einw. im bevölkerungsreichsten (İlküvez Mah.).